# Mycalesis misenus
Mycalesis misenus là một loài bướm trong phân họ Satyrine được tìm thấy ở Châu Á. Ở Ấn Độ, nó có mặt ở Sikkim, Assam, đồi Khasi.
Nó rất gần gũi với loài Mycalesis nicotia, chỉ khác về màu nền tối hơn ở phía dưới.